# Сольбаккен, Ола
Ола Сельвог Сольбаккен (норв. Ola Selvaag Solbakken; род. 7 сентября 1998, Осло) — норвежский футболист, нападающий клуба «Рома» и сборной Норвегии. Выступает на правах аренды за клуб «Эмполи».

## Клубная карьера
Родился 7 сентября 1998 года в Осло. В трёхлетнем возрасте его родители переехали в Мельхус, где со временем Ола Сольбаккен начал заниматься футболом в местном одноимённом клубе. С 2013 по 2017 года играл в академии «Русенборга». В составе команды участвовал в Юношеской лиге УЕФА и стал обладателем Юношеского Кубка Норвегии 2019 года.
Накануне старта сезона 2017 года присоединился к «Ранхейму». В чемпионате Норвегии дебютировал 8 апреля 2018 года в матче против «Тромсё» (0:4). В сезоне 2019 года стал игроком основного состава, однако «Ранхейм» занял последнее в место в чемпионате и вылетел в низший дивизион.
В декабре 2019 года заключил двухлетний контракт с «Будё-Глимт». 17 сентября 2020 года дебютировал в еврокубках, в игре квалификации Лиги Европы против «Жальгириса» (3:1). По итогам сезона 2020 года «Будё-Глимт» впервые в своей истории стал чемпионом Норвегии. В сезоне 2021/22 вместе с командой принял участие в первом в истории розыгрыше Лиге конференций УЕФА, где стал автором одного гола в квалификации и четырёх голов на групповом этапе.

## Карьера в сборной
В сентябре 2017 года провёл три игры за юношескую сборную Норвегии до 17 лет.
13 ноября 2021 года дебютировал за национальную сборную Норвегии в матче квалификации на чемпионат мира 2022 года против Латвии (0:0).

## Статистика

### Матчи Сольбаккена за сборную Норвегии
| Матчи Сольбаккена за сборную Норвегии | Матчи Сольбаккена за сборную Норвегии | Матчи Сольбаккена за сборную Норвегии | Матчи Сольбаккена за сборную Норвегии | Матчи Сольбаккена за сборную Норвегии | Матчи Сольбаккена за сборную Норвегии |
| ------------------------------------- | ------------------------------------- | ------------------------------------- | ------------------------------------- | ------------------------------------- | ------------------------------------- |
| №                                     | Дата                                  | Соперник                              | Счёт                                  | Голы Сольбаккена                      | Соревнование                          |
| 1                                     | 13 ноября 2021                        | Латвия                                | 0:0                                   | —                                     | Чемпионат мира 2022 (отбор)           |
| 2                                     | 16 ноября 2021                        | Нидерланды                            | 0:2                                   | —                                     | Чемпионат мира 2022 (отбор)           |
| 3                                     | 17 ноября 2022                        | Ирландия                              | 2:1                                   | —                                     | Товарищеский матч                     |
| 4                                     | 20 ноября 2022                        | Финляндия                             | 1:1                                   | —                                     | Товарищеский матч                     |
| 5                                     | 25 марта 2023                         | Испания                               | 0:3                                   | —                                     | Чемпионат Европы 2024 (отбор)         |
| 6                                     | 28 марта 2023                         | Грузия                                | 1:1                                   | —                                     | Чемпионат Европы 2024 (отбор)         |
| 7                                     | 17 июня 2023                          | Шотландия                             | 1:2                                   | —                                     | Чемпионат Европы 2024 (отбор)         |
| 8                                     | 20 июня 2023                          | Кипр                                  | 3:1                                   | 1                                     | Чемпионат Европы 2024 (отбор)         |
| 9                                     | 7 сентября 2023                       | Иордания                              | 6:0                                   | —                                     | Товарищеский матч                     |
| 10                                    | 12 сентября 2023                      | Грузия                                | 2:1                                   | —                                     | Чемпионат Европы 2024 (отбор)         |
| 11                                    | 12 октября 2023                       | Кипр                                  | 4:0                                   | —                                     | Чемпионат Европы 2024 (отбор)         |

Итого: 11 матчей / 1 гол; 5 побед, 3 ничьи, 3 поражения.

## Достижения
- Чемпион Норвегии: 2020, 2021